# Tårrajaur
Tårrajaur (lulesamiska: Dårajávrre) är en by och före detta småort i Jokkmokks kommun. Byn är belägen på båda sidor om E45 cirka 2 mil söder om Jokkmokk och i norra änden av sjön Tårrajaure. 
I byns nordöstra utkant ligger hållplatsen Tårajaur (trafikplatssignatur Tår) på Inlandsbanan.
År 1990 hade Tårrajaur 66 invånare. Vid småortsindelningen 1995 hade invånarantalet sjunkit till 55 invånare och vid småortsindelningen 2000 hade Tårrajaur färre än 50 invånare och klassas därför inte längre som småort.